# 野崎貞澄

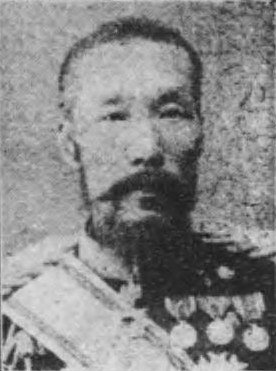
野崎貞澄

野崎 貞澄（のざき さだずみ、1840年2月22日〈天保11年1月10日〉 - 1906年〈明治39年〉1月8日）は、日本の陸軍軍人、華族。最終階級は陸軍中将。男爵。

## 経歴
薩摩藩士野崎貞門の嫡男として生まれる。戊辰戦争に従軍し、明治維新後は御親兵として上京する。明治4年9月3日（1871年10月16日）、陸軍少佐として一番大隊長に就任。1873年（明治6年）4月、名古屋鎮台大弐御用取扱。1874年（明治7年）1月、近衛歩兵第1連隊長として佐賀の乱に出動した。その際、帝国陸軍最初の軍旗拝受を栄に浴している。1878年（明治11年）9月、仙台鎮台参謀長、同年11月、歩兵大佐、翌月、熊本鎮台参謀長、1881年（明治14年）1月には中部監軍部参謀に就任した。
1882年（明治15年）2月、陸軍少将に進級して広島鎮台司令官に就任。1885年（明治18年）5月、歩兵第12旅団長、次いで歩兵第2旅団長へ異動。1887年（明治20年）5月24日、軍功により男爵位を授けられて華族となった。
1889年（明治22年）8月、将校学校監。1890年（明治23年）6月、陸軍中将に進み、第6師団長に親補された。1892年（明治25年）12月に休職。1894年（明治27年）8月、留守近衛師団長として復帰し、留守第1師団長に転じ、1895年（明治28年）6月に休職。1900年（明治33年）6月、予備役に編入された。1903年12月1日、後備役となる。墓所は青山霊園1-イ13-18。
孫に作曲家の岩井直溥がいる。

## 栄典
位階
- 1886年（明治19年）10月28日 - 従四位[3]
- 1890年（明治23年）6月19日 - 従三位[4]
- 1900年（明治33年）6月20日 - 正三位[5]
- 1906年（明治39年）1月8日 - 従二位[6]

爵位
- 1887年（明治20年）5月24日 - 男爵[7]

勲章等
| 受章年                     | 略綬 | 勲章名                   | 備考 |
| -------------------------- | ---- | ------------------------ | ---- |
| 1888年（明治21年）5月29日  |      | 勲二等旭日重光章         |      |
| 1889年（明治22年）11月25日 |      | 大日本帝国憲法発布記念章 |      |
| 1895年（明治28年）8月20日  |      | 勲一等瑞宝章             |      |
| 1906年（明治39年）1月8日   |      | 旭日大綬章               |      |